# Bahnhofstraße 11 (Quedlinburg)

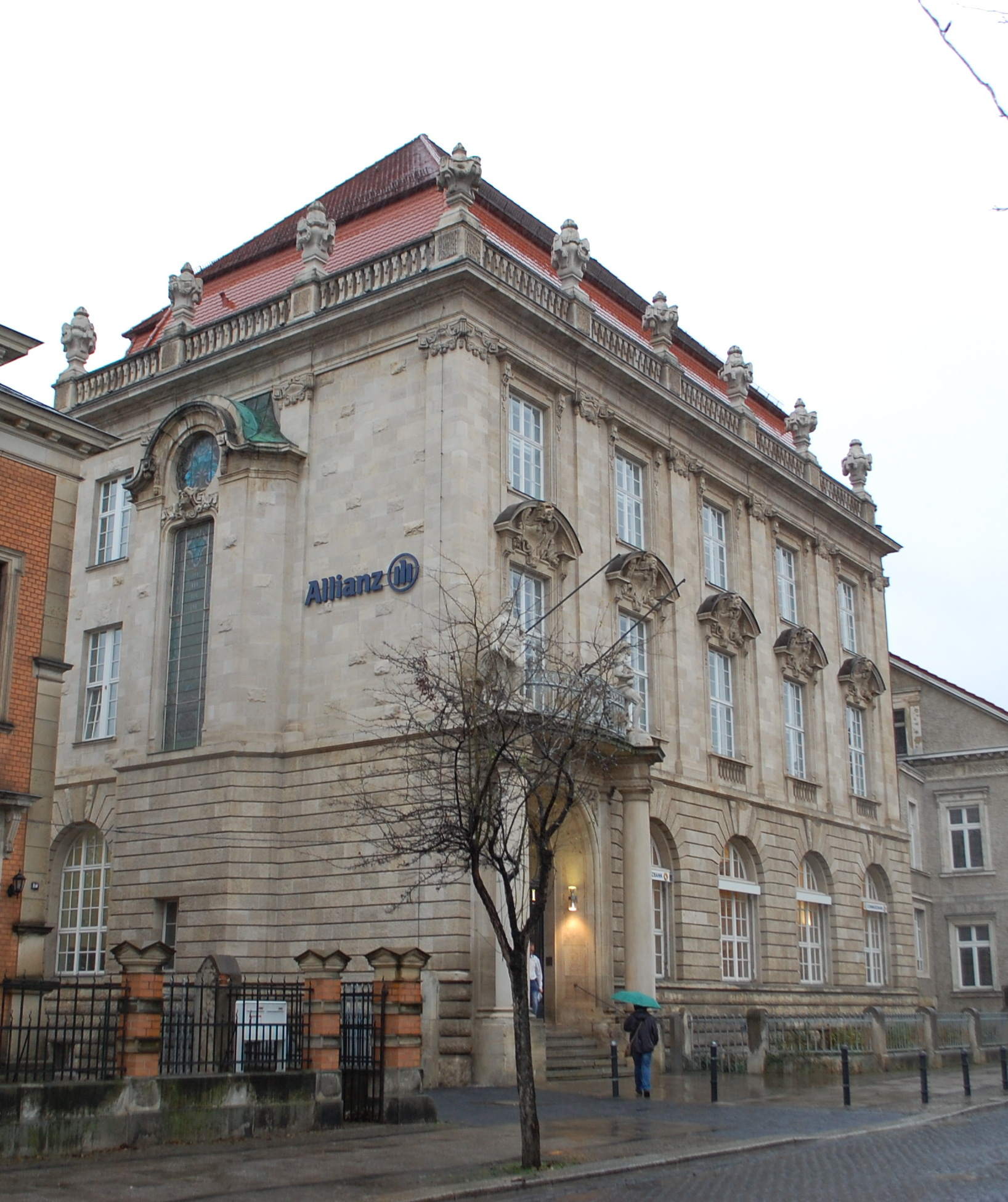
Haus Bahnhofstraße 11

Das Haus Bahnhofstraße 11 ist ein denkmalgeschütztes Gebäude in der Stadt Quedlinburg in Sachsen-Anhalt.

## Lage
Das Gebäude ist im Quedlinburger Denkmalverzeichnis als Bankgebäude eingetragen. Es befindet sich südöstlich der historischen Quedlinburger Altstadt.

## Architektur und Geschichte
Das Haus entstand als Geschäftshaus der Mitteldeutschen Privatbank in der Zeit um das Jahr 1910 im Stil des Neobarock. Die Gestaltung erinnert an barocke römische Stadtpaläste. Bedeckt wird das Gebäude von einem Mansard-Walmdach. Um den Dachbereich verläuft eine Attika, die mit Vasenaufsätzen verziert ist. Besonders prägnant ist die aus Naturstein errichtete, straßenseitig aus fünf Achsen bestehende Fassade. Der Eingang wird von einem monumentalen Säulenportal flankiert. Die beiden Säulen sind jeweils mit einer Figur bekrönt.
Die Grundstückseinfriedung ist der Gestaltung des Gebäudes angepasst. Hofseitig schließt sich ein moderner Anbau an.
Im Gebäudeinneren befindet sich ein im Jugendstil gestaltetes, mit Farbglasfenstern versehenes Treppenhaus.